# タムビン県

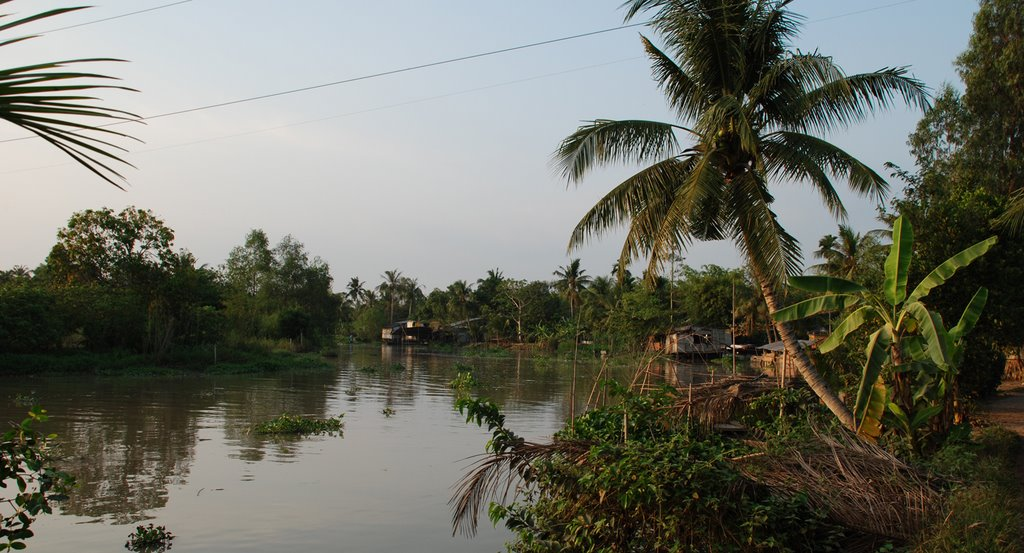
農村地帯

タムビン県（タムビンけん、ベトナム語：Huyện Tam Bình / 縣三平）は、ベトナム社会主義共和国ヴィンロン省の県。面積は290.59km²、人口は157,178人（2009年）である。

## 行政区画
1市鎮16社から構成される。